# Eleutherodactylus johnstonei
Eleutherodactylus johnstonei é uma espécie de anfíbio anuro da família Eleutherodactylidae. Está presente em Anguilla, Antígua e Barbuda, Aruba, Barbados, Bermudas, Brasil, Colômbia, Costa Rica, Dominica, Guiana Francesa, Grenada, Guadalupe, Guiana, Jamaica, Martinica, Montserrat, AN, Panamá, São Cristóvão e Névis, Santa Lúcia, São Vicente e Granadinas, Trindade e Tobago, Venezuela. Foi introduzida em Venezuela, Jamaica, Guiana, Bermudas, Guiana Francesa, Panamá, Trindade e Tobago, Colômbia, Aruba, Costa Rica, Brasil.